# Roldano Lupi
Pour les articles homonymes, voir Lupi.
Roldano Lupi est un acteur italien né le 8 février 1909 à Milan en Italie et mort le 13 août 1989 à Rome.

## Biographie
Fils de Dominic et Maria Tardiani, il obtient un diplôme en comptabilité à Milan et devient acteur de théâtre amateur local à ses heures perdues.
Son début professionnel sur scène a lieu relativement tard, en 1938, lorsqu'il saisit l'occasion de se produire sous la direction de Kiki Palmer (it). Cette expérience importante donne une impulsion à sa carrière et l'introduit dans la troupe de Guglielmo Giannini, puis dans celle du grand Ruggero Ruggeri et de Dina Galli en 1942.

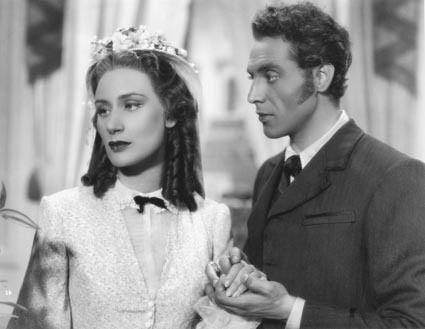
Lupi et Evi Maltagliati dans Oui madame (1942).

Il fait ses débuts au cinéma en 1941, avec le rôle d'amant égoïste et cynique dans Oui, madame de Ferdinando Maria Poggioli dont il deviendra l'un des acteurs préférés. Mais le vrai succès l'attend l'année suivante, après sa performance dans Gelosia, toujours chez Poggioli.
À partir de ce moment et jusqu'aux années d'après-guerre, Lupi devient acteur très demandé du cinéma, surtout pour incarner les personnages perfides et sans scrupules au visage sombre et maussade, jusqu'à ce que ce masque lui soit associé ce qui en contrepartie l'empêche d'accéder à toute la diversité d'expression dramatique.
Il continue également son travail au théâtre.
Avec le développement de la télévision les engagements de Lupi se déplacent progressivement du grand au petit écran. On peut le voir dans plusieurs téléfilms et séries télévisées comme Canne al vento de Mario Landi en 1958, Mont-Oriol de Claudio Fino toujours en 1958, L'Île au trésor et Une tragedie americaine d'Anton Giulio Majano en 1959 et 1962, Tom Jones  d'Eros Macchi en 1960. 
Ses activités théâtrales et télévisées intenses durent jusqu'en 1979, quand il apparait pour la dernière fois dans la mini série Racconti di fantascienza de Alessandro Blasetti diffusée sur Rai 2.
Mort à Rome en août 1989, l'artiste est enterré au cimetière Flaminio.

## Vie privée
Lupi était marié à l'actrice de théâtre Pina Bertoncello.

## Filmographie partielle
- 1942 : Oui madame (Sissignora) de Ferdinando Maria Poggioli
- 1944 : Circo equestre Za-bum de Mario Mattoli
- 1945 : Sept femmes, sept destins (Nessuno torna indietro) d'Alessandro Blasetti
- 1945 : La Porte du ciel (La porta del cielo) de Vittorio De Sica
- 1946 : L'adultera de Duilio Coletti
- 1946 : Le Témoin (Il testimone) de Pietro Germi
- 1948 : Amants sans amour (Amanti senza amore) de Gianni Franciolini
- 1948 : L'Homme au gant gris (L'uomo dal guanto grigio) de Camillo Mastrocinque
- 1949 : Le Chevalier de la révolte (Vespro siciliano) de Giorgio Pàstina
- 1949 : Cet amour éternel (Altura) de Mario Sequi
- 1950 : L'edera d'Augusto Genina
- 1952 : Heureuse Époque (Altri tempi - Zibaldone n. 1) d'Alessandro Blasetti
- 1952 : Cour martiale (Il segreto delle tre punte) de Carlo Ludovico Bragaglia : Duc de Melia
- 1952 : Le Maître de Don Juan (Il maestro di Don Giovanni) de Milton Krims : Pavoncello
- 1953 : Kœnigsmark de Solange Térac - Frédéric de Lautenberg
- 1954 : La Maison du souvenir (Casa Ricordi) de Carmine Gallone : Domenico Barbaja
- 1954 : Le Voiturier du Mont-Cenis (Il Vetturale del Moncenisio) de Guido Brignone
- 1954 : Sémiramis, esclave et reine (La cortigiana di Babilonia) de Carlo Ludovico Bragaglia : Assur
- 1954 : La Castiglione (La Contessa di Castiglione) de Georges Combret - Orsini
- 1955 : L'Affaire des poisons de Henri Decoin - Lesage
- 1961 : Ivan le conquérant de Primo Zeglio
- 1961 : Le Comte de Monte-Cristo de Claude Autant-Lara - Morel
- 1962 : Le Boucanier des îles (Il giustiziere dei mari) de Domenico Paolella - le capitaine Redway